# أحمد إردم
أحمد إردم هو سياسي تركي، ولد في 1956 في توقاد في تركيا. نشط حزبياً في مستقل.